# Miskolc
Miskolc (maďarsky  ˈ miškolc, česky Miškovec je město v severním Maďarsku, administrativní centrum župy Borsod-Abaúj-Zemplén. Město má rozlohu 236,68 km². Žije zde přibližně 144 tisíc obyvatel. Miskolc je čtvrté největší město Maďarska a jedno z jeho center těžkého průmyslu. Historicky byl i městem druhým největším. Aglomerace Miskolce s okolními sídly čítá okolo 200–300 tisíc obyvatel.
Den města se slaví dne 11. května. V té době se předávají různá ocenění města z rukou jeho primátora.

## Název
Název města je slovanského původu, odvozen je od zdrobněliny jména Michal v podobě Miško. Odtud byl také do slovenštiny převzat jako Miškovec, ačkoliv ve slovenštině se jedná o ustupující exonymum, a nahrazuje jej pomaďarštěný Miškolc. Maďaři jej přejali v podobě Miskoc již v 10. století, první zmínka o tomto jméně je z roku 1210.

## Přírodní poměry a klima

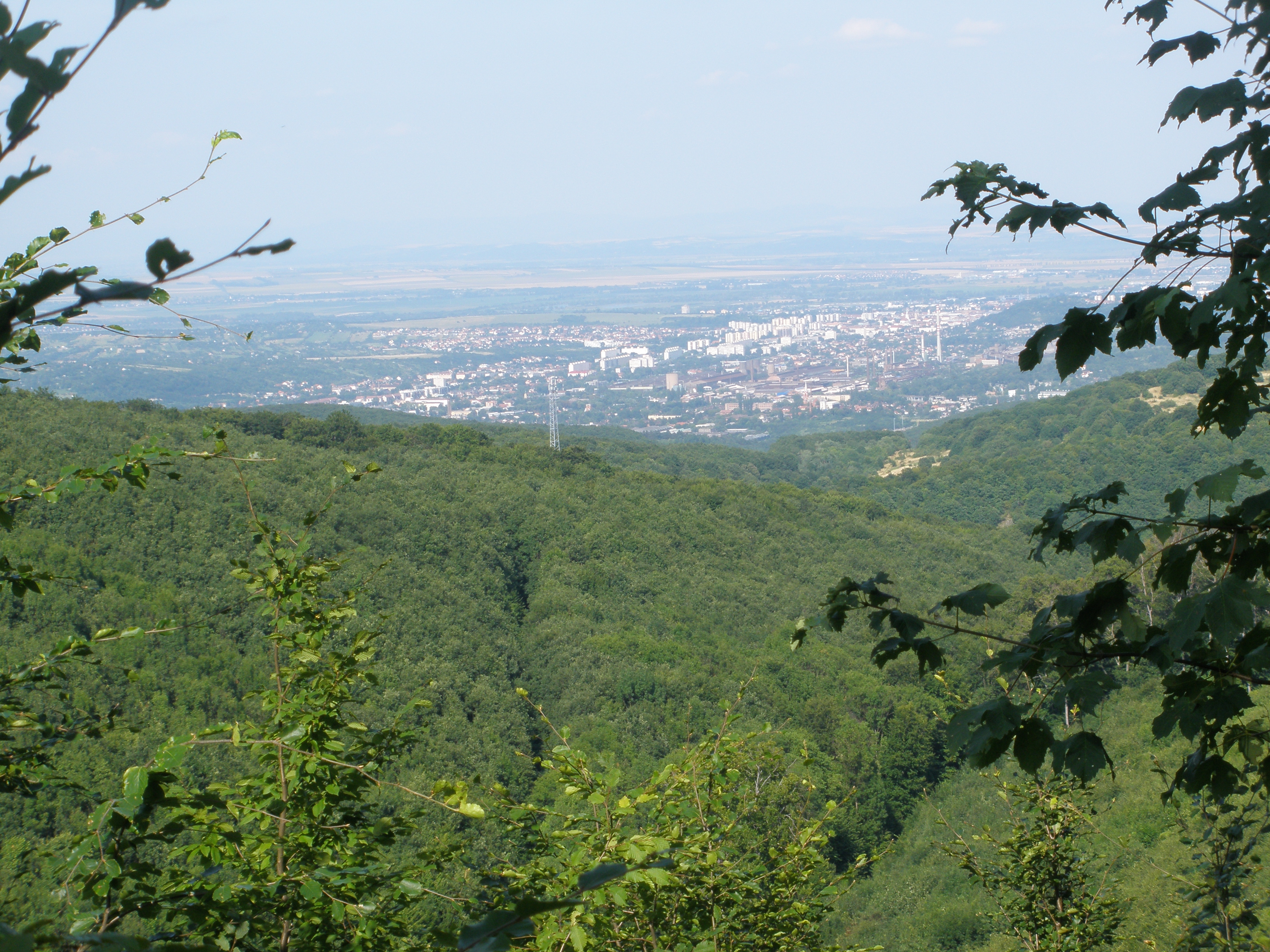
Pohled na město z pohoř Bükk.

Miskolc se nachází v severní části země, cca 40 km od hranice se Slovenskem, 145 km severovýchodně od maďarského hlavního města Budapešti, 75 km jihozápadně od Košic a 90 km seveozápadně od Debrecína. Jeho poloha je mezi pohořími Bükk a Cserhát.
Leží na říčce Szinva při jejím ústí do Slané, na východním úpatí pohoří Bukové hory nad Velkou uherskou nížinou. Město se rozvinulo na obou stranách údolí Szinvy. Mezi další vodní toky na území města patří také říčka Hejó.
Západně od Miskolce leží již zmíněné Bukové hory, východně potom rozlehlá nížina, do které město také postupně přechází. Nejvyšším bodem území města je vrchol Borovnyák. 
Nejchladnějším měsícem je leden a nejteplejším červenec. Průměrná roční oblačnost se pohybuje kolem 60 %. Pravidelný roční úhrn srážek zde dosahuje 533 mm. Nejméně srážek spadne v lednu a únoru, naopak nejdeštivějším měsícem je červen, kdy spadne téměř čtyřikrát více srážek.
Průměrný roční počet hodin slunečního svitu zde činí 1800 hodin, ale mezi jednotlivými roky jsou velké rozdíly. Je pozorován typický roční průběh délky slunečního svitu s maximem v letních měsících (230-250 hodin měsíčně) a minimem v období od listopadu do ledna (40-60 hodin měsíčně). Nejnižší naměřená teplota je ze dne 16. února 1940, a to –35,0 °C, nejvyšší potom ze dne 16. srpna 1952, a to 38,6 °C. Nejvyšší srážkový úhrn byl naměřen v roce 2010 na místním letišti, a to 1554,9 mm.
| Klimatické charakteristiky Miskolce | leden | únor | březen | duben | květen | červen | červenec | srpen | září | říjen | listopad | prosinec |
| ----------------------------------- | ----- | ---- | ------ | ----- | ------ | ------ | -------- | ----- | ---- | ----- | -------- | -------- |
| Průměrná max. teplota (°C)          | 0,6   | 3,7  | 9,8    | 15,5  | 20,8   | 23,8   | 25,7     | 25,7  | 20,7 | 14,3  | 6,4      | 1,7      |
| Průměrná teplota (°C)               | -2    | 0,1  | 5      | 10,3  | 15,5   | 18,4   | 20,1     | 19,8  | 15,4 | 9,7   | 3,6      | -0,6     |
| Průměr min. teplota (°C)            | -4.5  | -3   | 1,1    | 6     | 10,6   | 13,5   | 15,2     | 14,7  | 10,8 | 5,9   | 0,8      | -2,7     |
| Průměrné srážky (mm)                | 19    | 23   | 25     | 46    | 60     | 82     | 66       | 61    | 46   | 40    | 38       | 27       |
| Počet slunečných hodin za měsíc     | 50    | 82   | 136    | 176   | 228    | 229    | 248      | 243   | 175  | 133   | 57       | 40       |

## Historie

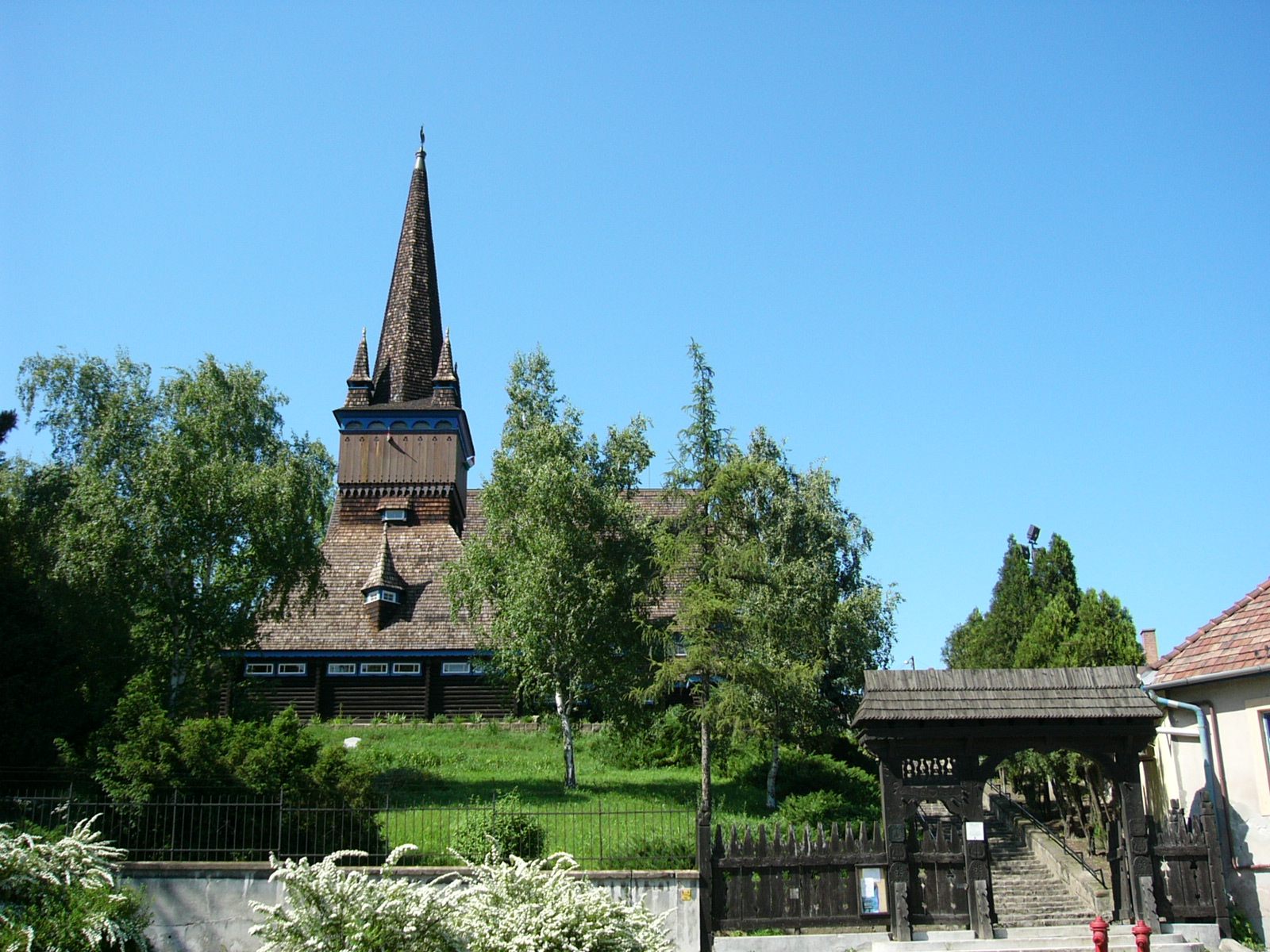
Dřevěný kostel

Oblast byla obydlená už od starověku. Prvními obyvateli Miskolce byli Keltové. Jako celé Uhry byla obsazena Maďary v 9. století.
V roce 1544 došlo k vypálení Miskolce Turky. Později Osmanská říše město vojensky obsadila. Turci nicméně město neudrželi příliš dlouho. Město zasáhla v době dlouhé války mezi Turky a Habsburky mimo jiné celá řada pohrom. Roku 1672 to byl např. velký požár, v roce 1679 potom epidemie moru a na počátku 90. let 17. století také povodeň. Během maďarského povstání proti Habsburkům císařské síly v roce 1707 plenily a vypálily město. O čtyři roky později polovina populace podlehla epidemii cholery. 
Miskolc se zotavil rychle a přišlo opět období prosperity. V závěru 19. století prožíval Miskolc stavební boom, stejně jako zbytek celého tehdejšího Uherska. V roce 1870 sem byla zavedena železnice. Díky tomu zde vznikla celá řada reprezentativních staveb, mezi které patří např. divadlo, radnice a další. V Diósgyőru se začal rozvíjet průmysl. Miskolc se v období zlatého věku Uherska stal bránou z Budapešti do severní části země. Kromě Maďarů lákal i další národnosti tehdejší Rakousko-uherské monarchie; působili zde němečtí průmyslníci a slovenští dělníci.
Již před Trianonskou smlouvou v roce 1920 a definitivně v jejím důsledku ztratilo Maďarsko oblast dnešního Slovenska (do roku 1918 nazývanou Horní Uhry). Miskolc se stal jediným regionálním střediskem severního Maďarska. Na přelomu let 1918 a 1919 byl v souvislosti s konfliktem mezi nově vzniklým Československem a Maďarskem krátce obsazen československým vojskem. V meziválečném období se realizovala rovněž i dlouho odkládaná výstavba místní kanalizace a vodovodů.
Již v 30. letech bylo rozhodnuto o masivním rozvoji těžkého průmyslu v lokalitě, většina kroků byla uskutečněna ale až po druhé světové válce. V této době byla v průmyslu zaměstnána zhruba čtvrtina až třetina místních obyvatel.
Masivní zbrojení těsně před válkou i v Miskolci vedlo k růstu zaměstnanosti a životní úrovně a jistému návratu sebevědomí místních obyvatel po dlouhé krizi a těžké válce. Projevovalo se především v Diósgyőru, kde byla závody soustředěny.
Během druhé světové války bylo místní židovské obyvatelstvo (cca 80 % z něj) nahnáno do ghetta a později odvezeno transporty v polovině června 1944 do vyhlazovacích táborů. Dne 4. prosince 1944 město osvobodila Rudá armáda. V roce 1946 došlo v Miskolci po tzv. lidových soudech, kdy řada rozsudků byla značně nespravedlivá, k násilnostem.
Hned po skončení války byla zahájena obnova města. Byly posunuty jeho hranice dále od centra a připojeny okolní obce. Roku 1949 dosáhl počet obyvatel sta tisíc. Původně Hornická akademie, která sem přesídlila z Banské Štiavnice, byla transformována na Technickou univerzitu těžkého průmyslu. Poslední rozšíření území Miskolce bylo realizováno v roce 1982 připojením obce Bükkszentlászló (slovensky Stará Huta).

Panelové domy na Gagarinovy ulici v Miskolci.

Město se stalo významným centrem, kam za prací dojížděly tisíce lidí; Miskolc byl po Budapešti druhým největším městem v zemi, kam dojíždělo nejvíce pracovníků.
V 80. letech 20. století došlo k přirozenému vrcholu přírůstku počtu obyvatel Miskolce. Ten dosahoval 208 tisíc obyvatel, ale od té doby trvale klesá. V roce 1982 byla k městu připojena poslední obec, a to Bükkszentlászó. Přílišná industrializace a rychlý růst učinily sice z Miskolce chloubu socialistického Maďarska, destabilizovaly ale také sociální strukturu města. Nadměrně byla zastoupena méně kvalifikovaná pracovní síla, docházelo k rychlému přílivu ale i odlivu lidí.
90. léta způsobila úpadek těžkého průmyslu v Miskolci. Místní ocelárny byly nejprve privatizovány a v druhé dekádě 21. století potom i uzavřeny. Populace města začala klesat a namísto Miskolce se Debrecín stal druhým nejlidnatějším městem v zemi. Jen od roku 1990 do roku 2015 poklesl počet obyvatel Miskolce o třicet sedm tisíc lidí; především kvůli stárnutí obyvatelstva, ale také i kvůli vystěhovalectví a suburbanizaci. V rámci ekonomické transformace posílila role služeb, otevřely se nové obchodní domy a obchodní centra (Miskolc Plaza, Szinvapark, Bató-ház). Své podniky zde otevřelo i několik nadnárodních firem, jako např. Bosch.

## Obyvatelstvo

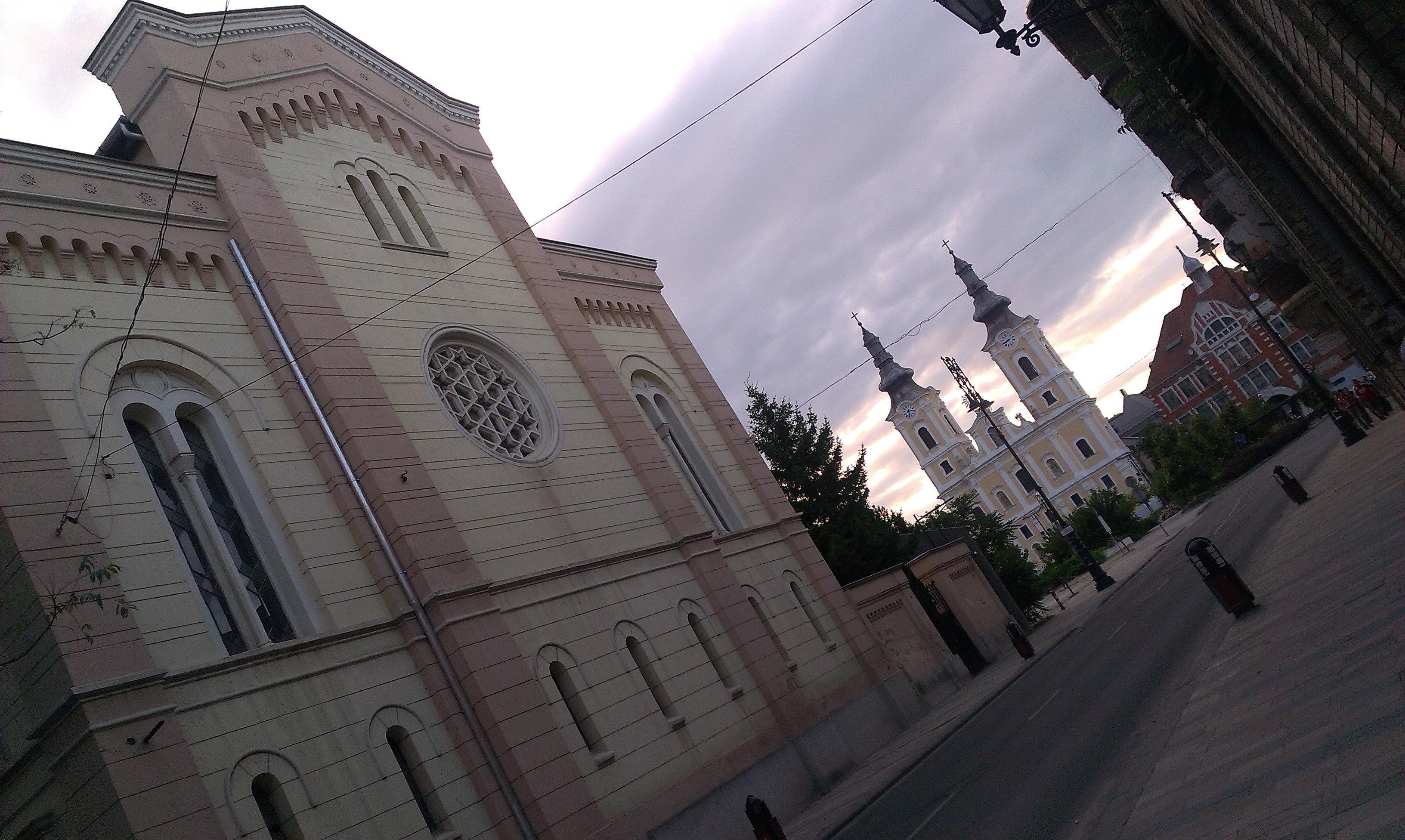
Místní synagoga a kostel.

### Struktura obyvatel
V Miskolci žilo roku 2011 167 754 lidí, což je cca čtvrtina obyvatelstva celé župy. Podíl obyvatel ve věku do 19 let byl v témže roce 20 % a osob nad 60 let potom 24 %. Vzhledem k úbytku obyvatelstva, který je po roce 1990 dlouhodobým trendem, se počítá, že by do roku 2025 obyvatelstvo města kleslo na 145 000 lidí. Dnes zde žije méně lidí, než v roce 1970. Pokles je mnohem siginifikantnější, než je tomu v případě jiných maďarských sídel nebo žup a stále se prohlubuje. Počet živě narozených dětí na tisíc obyvatel zde činil 8,7 a průměrná délka dožití byla v Miskolci jedna z nejnižších na území celého Maďarska – 70,1 roků u mužů a 77,6 let u žen.
Obyvatelstvo rovněž stárne. Zatímco roku 1990 žilo v Miskolci 16,6 % lidí ve věku nad 60 let, v roce 2011 to bylo již 24,3 % všech Miskolčanů a v roce 2018 potom 27,7 %. Podíl práceschopného obyvatelstva na celkovém počtu obyvatel města naopak poklesl z 63,2 % v roce 2010 na 58,9 % v roce 2018.
84,62 % Miskolčanů se hlásí k maďarské národnosti, cca 3 % k romské, zhruba půl procenta k německé a menší části potom k slovenské, rumunské apod. Na předměstích Miskolce žijí také Romové. Na začátku druhé dekády 21. století s jejich počet odhadoval zhruba na 12–15 tisíc. Romské obyvatelstvo Miskolce se začalo zvyšovat v 70. letech 20. století v souvislosti s urbanizací Maďarska a pokračujícím příchodem lidí do práce v místních továrnách.

### Náboženský život
49 % obyvatel města se nehlásí k žádné církvi. Z věřících je potom nejvíce zastoupena Římskokatolická církev, ke které se přihlásila třetina obyvatel. Kromě katolických kostelů se v Miskolci nicméně nachází i reformovaný a řeckokatolický kostel. Za prvních deset let 21. století se počet katolíků snížil o čtvrtinu. Ve městě žijí také velké protestantské komunity, hlavně reformované církve (25 606 osob) a luteránské (1 485 osob). Pravoslavné křesťanství je považováno za náboženství některých národnostních menšin žijících v zemi (Rusové, Rumuni, Srbové, Bulhaři, Řekové), jejich počet je v porovnání s celou městskou populací (135 osob) velmi nízký. Ještě méně je zde Židů; k židovskému náboženství se hlásí jen několik desítek lidí.

## Samospráva
Město má vlastní samosprávu. V jeho čele stojí primátor, kterým je od roku 2019 Pál Veres z opozičního politického bloku. Místní zastupitelstvo má 28 členů. Jednotlivé místní části mají také svoje zastupitelstva.
Ve městě existují i samosprávné organizace pro národnostní menšiny, a to pro bulharskou, řeckou, polskou, německou, arménskou, romskou, rusínskou, slovenskou a ukrajinskou. 

## Ekonomika

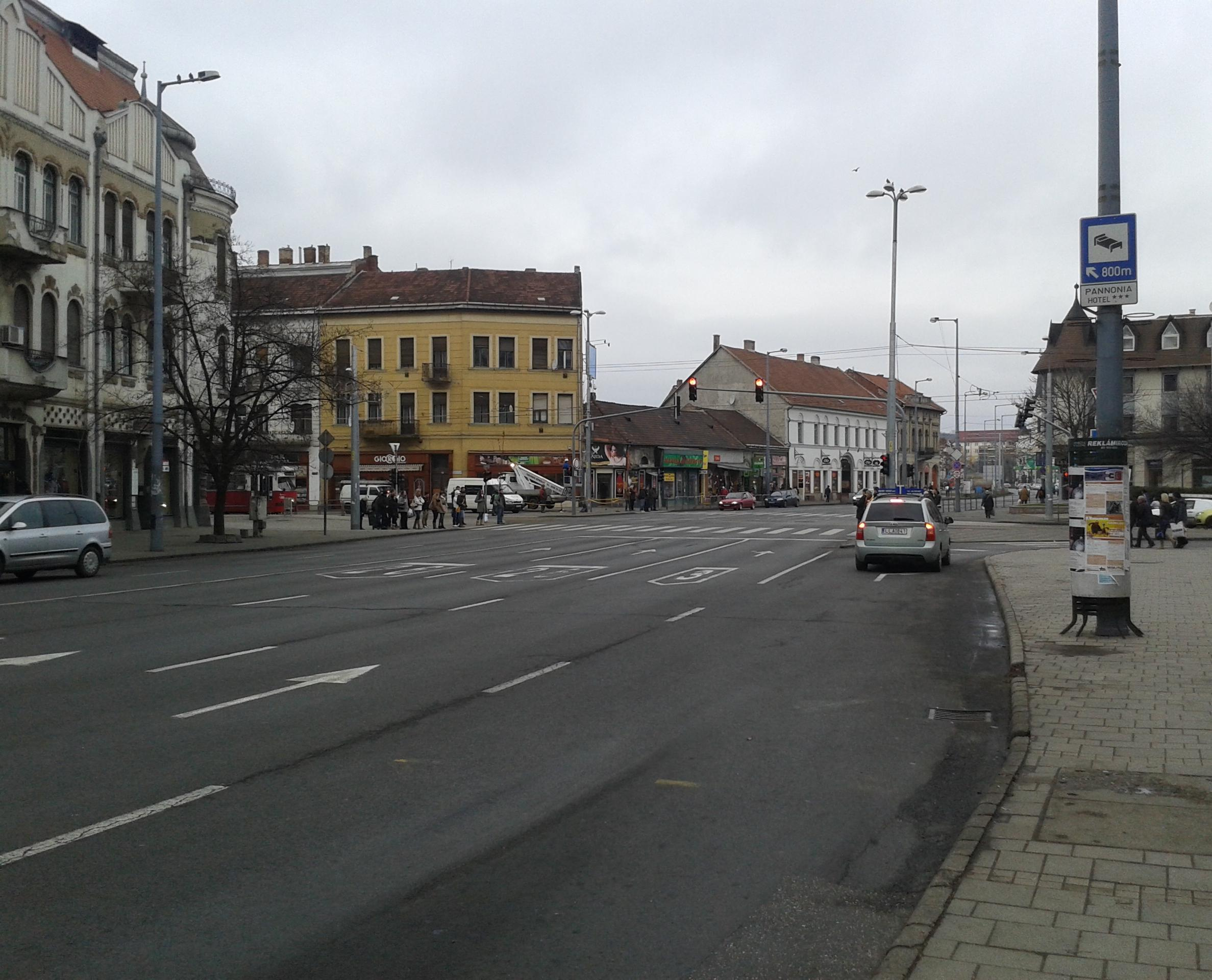
Střed města.

### Prvovýroba a zemědělství
Okolí města (východně, severně i jižně) je intenzivně zemědělsky využíváno. Západně od města se nachází povrchové lomy na vápenec (např. Mexikóvölgy, Miskolctapolca apod.)

### Průmysl
Průmyslová tradice Miskolce byla zahájena již za Rakousko-Uherska. V Diósgyőru byl postaven velký hutní závod, vzniklo mnoho továren a závodů těžkého, lehkého a potravinářského průmyslu a rozvíjela se i těžba hnědého uhlí. Rozsáhlé investice např. do metalurgie, byly učiněny ale až po roce 1945. V 80. letech 20. století místní továrna zaměstnávala osmnáct tisíc dělníků a produkovala přes milion tun kovu. Těžký průmysl představoval dominantní oblast v zaměstnanosti místního obyvatelstva až do roku 1989. Energie ze závodů pomohla zrealizovat systém centrálního vytápění v celém městě. Poté došlo k hospodářské transformaci, ve které má ale město všechny neduhy i těch ostatních, které se vypořádávají s dědictvím těžkého průmyslu – vysokou nezaměstnaností apod.
Od roku 2000 probíhá v Miskolci proces transformace, který jej proměnil z příběhu o ocelovém městě na centrum kultury a cestovního ruchu. Nezaměstnanost se snížila z původních 12 % na 6,6 %. Město se snažilo do opuštěných průmyslových oblastí nalákat nové společnosti, mnohdy ze západní Evropy. To se však podařilo jen částečně (např. Shinwa Electric). Jižně od města vznikla také průmyslová zóna na zelené louce, do níž jsou ale soustředěny jen společnosti lehkého průmyslu. V roce 2023 byl ve městě otevřen závod společnosti Chevron Auto. Svůj závod zde rozšířila i společnost Bosch.
Vysoká míra industrializace nicméně způsobila také značnou míru znečištění ovzduší, které se projevuje zdravotními komplikacemi místních obyvatel.

### Služby a turistika
Relativně malý význam zde má turistika; Miskolc nepatří mezi často navštěvovaná maďarská města. Podle maďarského statistického úřadu (maďarsky Központi Statisztikai Hivatal) strávilo v roce 2014 v různých komerčních ubytovacích zařízeních v Miskolci celkem 145 101 hostů 315 135 nocí. Navštěvovaný je Hrad Diósgyőr, místní muzea nebo lázně Tapolca. V roce 2014 byl značný nárůst mezi zahraničními návštěvníky u těch z Ukrajiny a zastoupeni byli také hosté ze Slovenska, Polska nebo z Česka. V roce 2015 město Miskolc zavedlo turistickou kartu Miskolc Tour Pass, která zajišťuje slevy na některé turistické atrakce a veřejnou dopravu. Místní lázně a turistické destinace jsou také oblíbené kromě ukrajinských i ruských turistů a v roce 2022 zaznamenaly kvůli válce značný úbytek návštěvníků, což ve srovnání s předchozí pandemií nemoci COVID-19 představovalo dlouhodobou hospodářskou ránu. Právě atraktivita místních jeskynních lázní a dalších atrakcí u klientely z bývalého SSSR byla analyzována místní radnicí v plánu turistického rozvoje již v roce 2011.
V centru města a v Lillafüredu se nachází turistické informační kanceláře města.

## Kultura a památky

### Pamětihodnosti

#### Hlavní dominanty

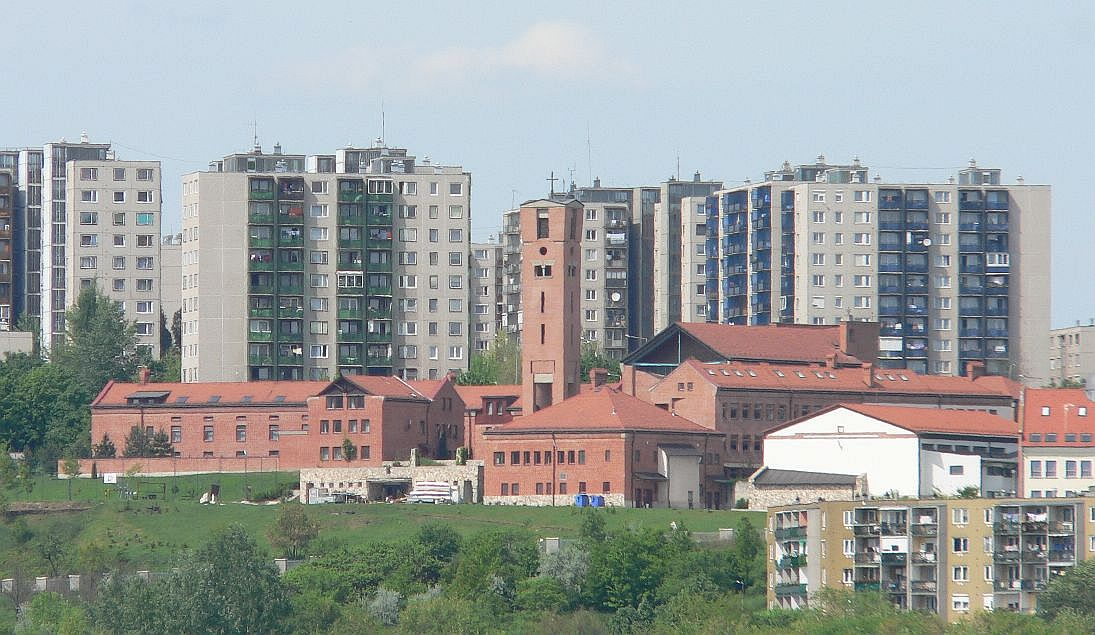
Jezuitská škola na panelákovém sídlišti

Miskolc jako město, které se rozvinulo především během průmyslové revoluce, nemá tolik památkově chráněných budov, jako jiná velká sídla v Maďarsku, např. Segedín nebo Debrecín. I přesto se zde nachází různé dominanty a kulturní památky.
Nejznámější historickou stavbou na území města je hrad v Diósgyőru (místní část Miskolce), který se nachází západně od středu města. Hrad se čtvercovým půdorysem a věžemi v jeho rozích doplňuje kaple sv. Hedviky. Je přístupný tramvají, v roce 2022 procházel kompletní rekonstrukcí. Při úpatí kopce Avas se také nacházejí vinné sklepy.
Moderní dominantou města je tzv. dvacetipatrová budova (maďarsky Húszemeletes) z roku 1968, stojící v severní části města.

#### Církevní stavby
Dominantou samotného města je na hoře Avas stojící gotický kostel se zvonicí, jež každých 15 minut vyzvání. Kostel je protestantský (reformované církve) a jeho základ vznikl ve 13. století. Na vrcholku se nachází také televizní věž, postavená roku 1966, jejíž výška činí 72 m. V roce 2022 byla ve špatném technickém stavu, nicméně spory zpožďovaly rekonstrukci věže. Má stavebně oddělenou zvonici, která byla postavena v 50. letech 16. století.
V Miskolci je spousta zajímavých chrámů, kostelů a měšťanských domů a muzeí. Dřevěný kostel z roku 1938 (luteránský) vznikl ve stylu sedmihradské secese.[zdroj?] Evangelický kostel byl zbudován ve stylu baroka na počátku 19. století. Řeckovýchodní kostel sv. Trojice (maďarsky Szentháromság templom) má bohatě zdobený ikonostas. Hodnotná je také městská synagoga, která čeká na svou rekonstrukci v horních patrech takřka netknuta od druhé světové války, proto má jedinečnou atmosféru. 

#### Paláce a historické budovy ve městě

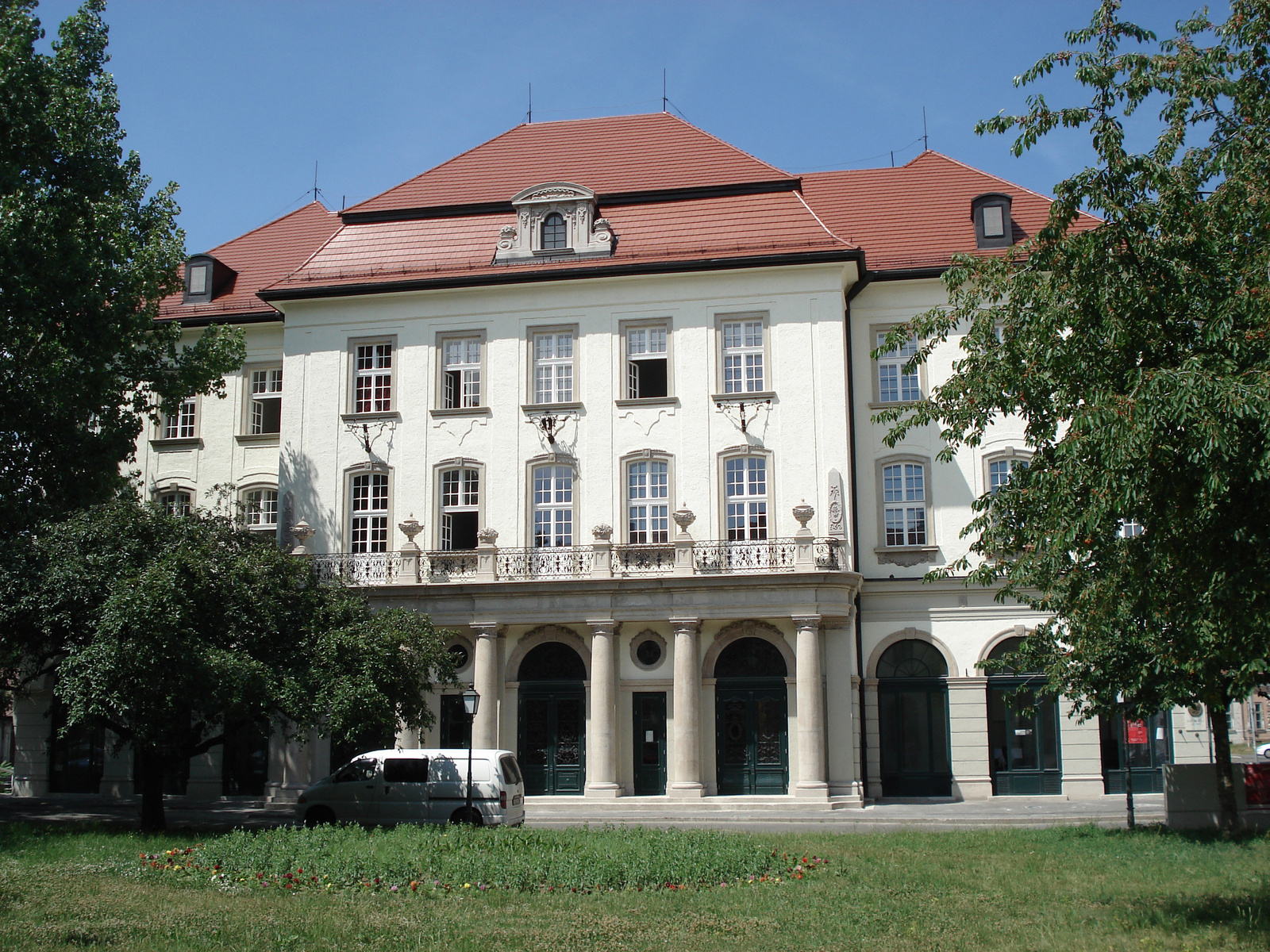
Palác hudby (Zenepalota).

Památkově chráněný je rovněž i Rákocziho dům nebo budova Peněžního ústavu z roku 1912. Nápadná je budova Zenepalota (doslova Palác hudby) v centru města, kde dnes sídlí škola. Velkolepá je rovněž budova bývalého grandhotelu (Rózsa Három szalló) postavená na přelomu 19. a 20. století.
Zajímavou fasádu má také Dům lesnictví (maďarsky Erdészeti palota). Ačkoliv byla stavba postavena až ve 20. letech 20. století, svoji historizující fasádou odkazuje na středověkou uherskou architekturu. Dle některých zdrojů byla inspirována Thurzovým domem v Levoči. 
Ukázkou architektury první poloviny 20. století je rovněž Palác úvěrové banky (maďarsky Hitelintézeti palota) na Széchyneiho ulici v centru města.
Město mělo původně několik historických bran v různých směrech, které se nicméně do současné doby nedochovaly a zanikly. Jejich polohu připomínají dnes buď názvy ulic nebo místních částí. Jednalo se například o brány, jakými jsou Zsolcai kapu (v této lokalitě dnes stojí autobusové nádraží), Győrská brána nebo Csabská brána. Postaveny byly v 16. století.

#### Okolí Miskolce
Navštěvována je i nedaleká lokalita Lillafüred s jezerem a vyhlídkovou dráhou. Obdobně turisticky atraktivní je také Miskolctapolca s různými jeskyněmi na jižním okraji města.

### Kulturní instituce

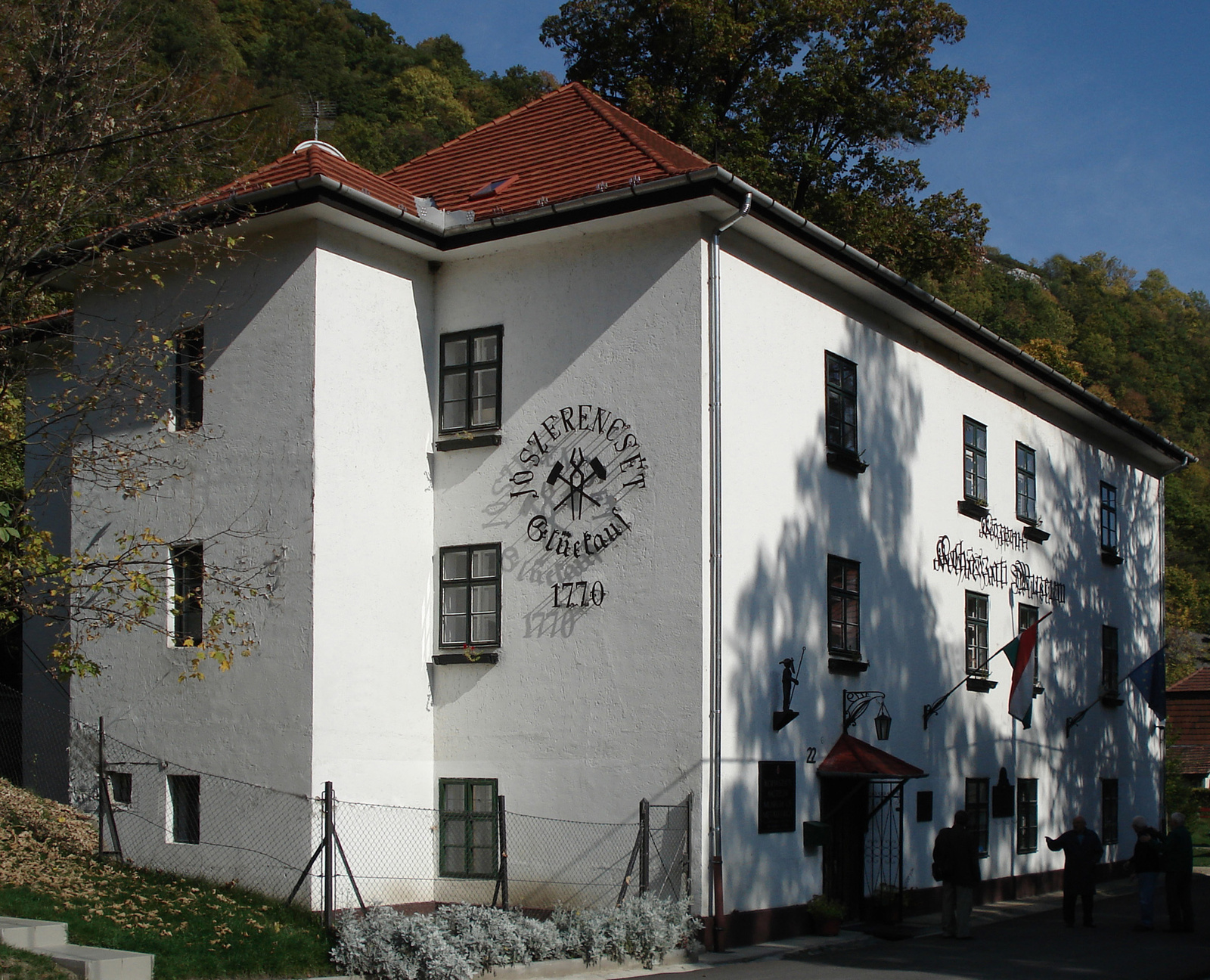
Metalurgické muzeum.

Nachází se zde dvě knihovny: Městská knihovna v Miskolci s pobočnými knihovnami po celém městě a II. župní knihovna Ference Rákocziho (maďarsky II. Rákóczi Ferenc Megyei Könyvtár). Univerzitní knihovna vznikla podle projektu architekta Lajose Tolnay Ybla.
Budova Národního divadla z roku 1828 patří k nejstarším na území současného Maďarska. Jeho budova je památkově chráněná, pravidelně se zde pořádá operní festival. Dalším divadlem je potom loutkové divadlo Csodamalom, které působí od roku 1986.
Významným muzeem v Miskolci je Muzeum Otty Hermana, které vzniklo po roce 2000. Má sbírky, které se týkají i pravěku a geologických nálezů. V centru města existuje muzeum divadelní. V podhůří vrcholu Avas se nachází také Muzeum vína. V Diósgyőru se také nachází papírenské muzeum. Místní tradici v oblasti výroby oceli a zpracování kovů zastupuje potom metalurgické muzeum. Svoje muzeum má v Miskolci rovněž i Řeckovýchodní maďarská církev. Maďarské Národní technické muzeum má v Miskolci dislokovanou expozici, týkající se hutnictví. V jižní části města sídlí rovněž Dům vědy a techniky (maďarsky Tudomány és Technika Háza), který lze nalézt v blízkosti zmíněné župní knihovny.
Ve městě se nachází rovněž Dům umění (otevřen roku 2009) v budově bývalého kina, svoji pobočku zde má i maďarské národní divadlo. Miskolc má dvě galerie; městskou galerii a poštovní galerii. 
Miskolc má také vlastní Zoologickou zahradu, která se nachází v lokalitě Lillafüred.

### Kulturní akce
V Miskolci se pravidelně od roku 1961 pořádá Národní grafické bienále (maďarsky Országos grafikai biennálé). Na hradu Diósgyőr se potom každý rok pravidelně od roku 1986 konají každý květen hry (maďarsky Diósgyőri várjátékok) a festival Diósgyőrfeszt. Od roku 2001 je také v Miskolci pořádán mezinárodní operní festival (maďarsky Miskolci Nemzetközi Operafesztivál) a od roku 2005 festival vojenských kapel. Původně oblíbený Festival Kaláka zanikl v roce 2011.

## Média
V Miskolci sídlí deník Észak-Magyarország (Severní Maďarsko), dále noviny MiNap a televizní stanice Miskolc TV. Vysílají zde i stanice rozhlasu Radio M a Radio 1.

## Doprava

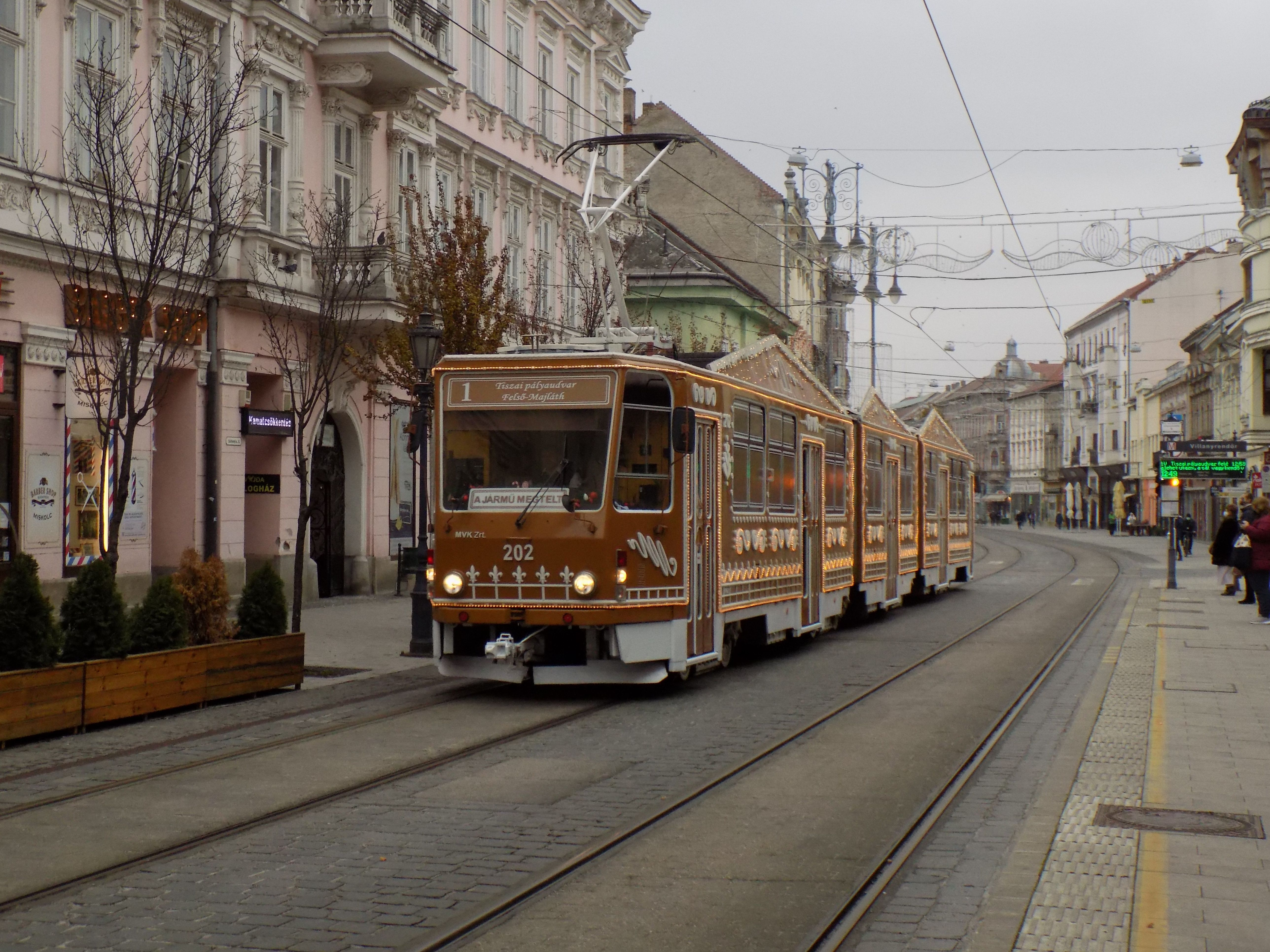
Vánoční tramvaj v Miskolci.

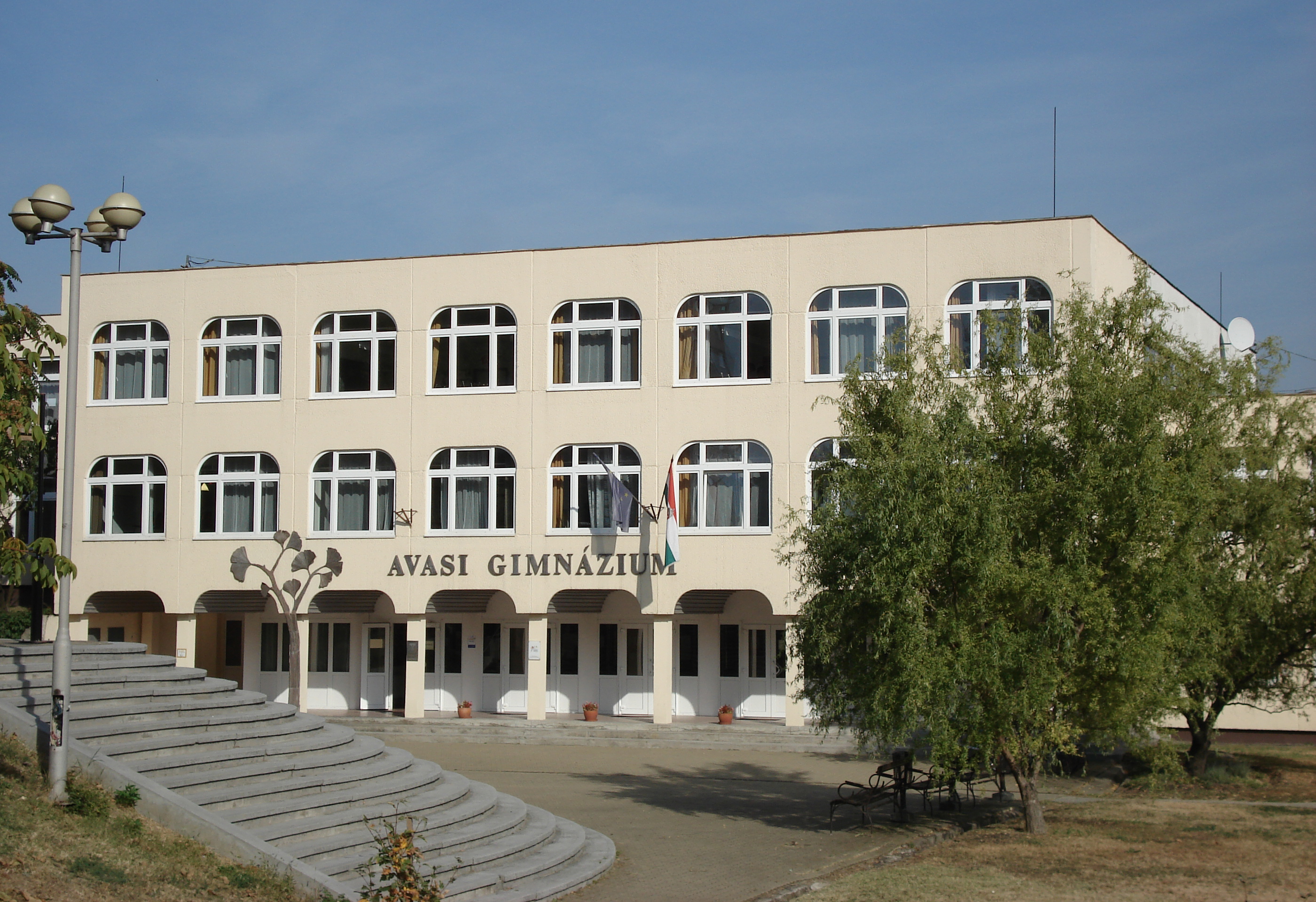
Místní gymnázium.

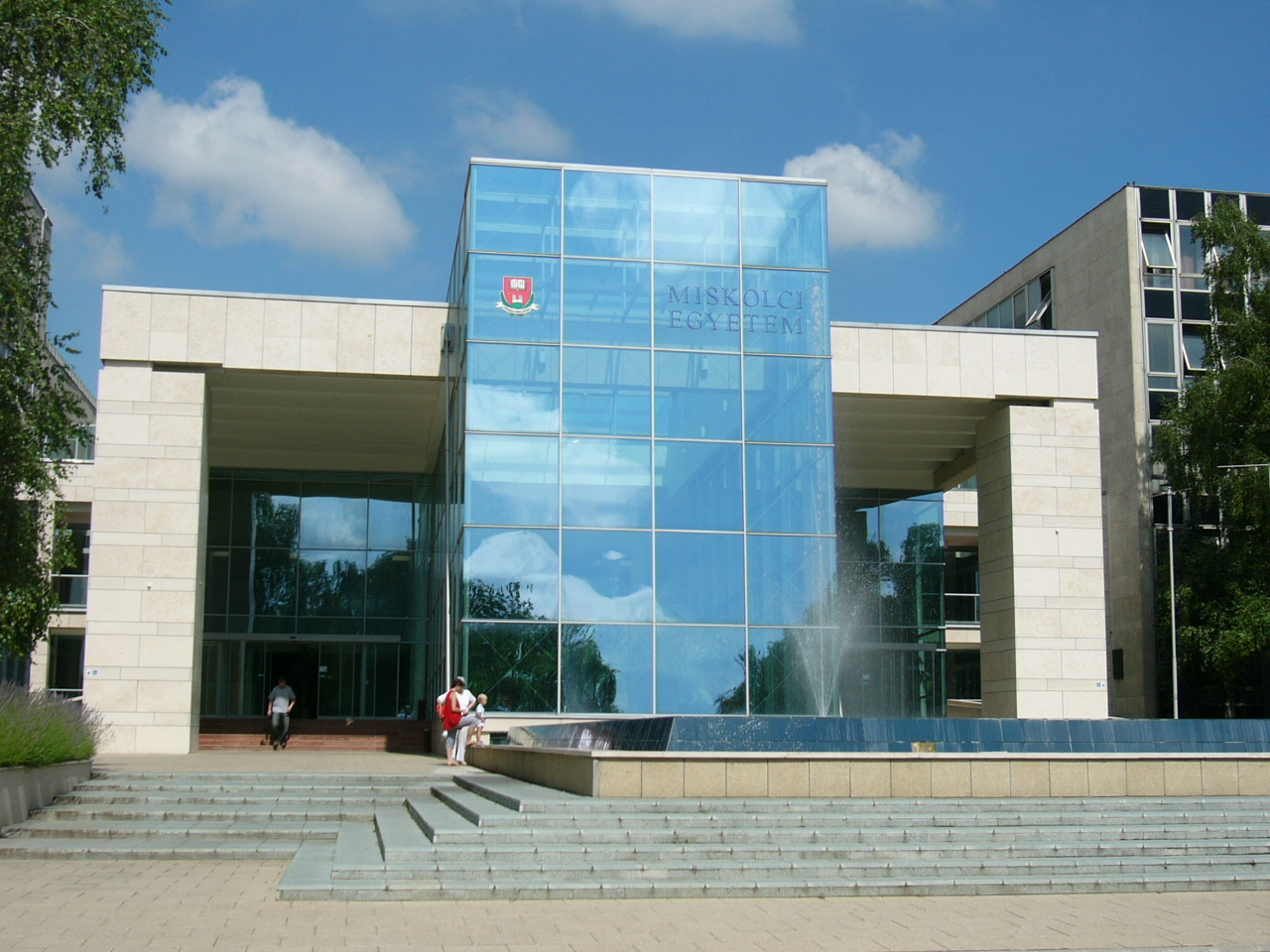
Hlavní vstup do budovy miskolecké univerzity.

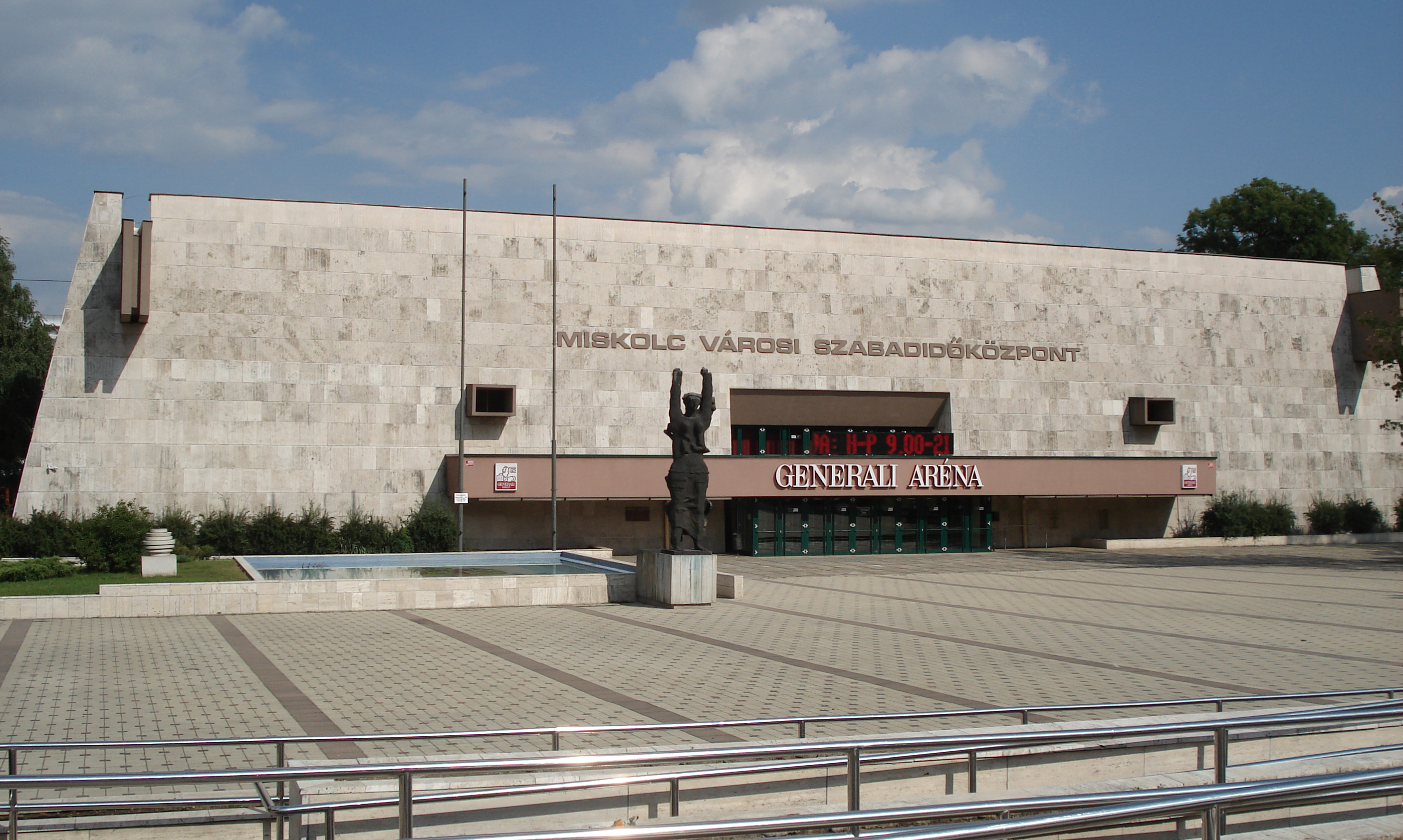
Sportovní hala.

### Silniční
Do města vede dálnice M30 z Budapešti (úsek k Miskolci byl dokončen roku 2004) a pokračuje dále na severovýchod na Slovensko do Košic. Tím směrem byla zprovozněna v roce 2021.
Silnice celostátního významu vedou také do měst Szerencs a Putnok. Silnice č. 3, která svým trasováním kopíruje dálnici M 30, vede samotným středem města. Doplňuje ji potom ještě silnice č. 26, která směřuje na severozápad k městu Ózd a slovenské hranici. Město silniční okruh nemá, hlavní roli obchvatu supluje zmíněná dálniční komunikace a dva přivaděče; jižní (č. 304) a severní (č. 306).
Autobusové nádraží je umístěno v blízkosti středu města, v lokalitě Zsolcai kapu na náměstí Búza tér.

### Železniční
Město má dvě významné železniční stanice: Tiszai pályaudvar (Tiské nádraží) a Gömöri pályaudvar (Gemerské nádraží). První uvedené hraje do jisté míry roli nádraží hlavního. Velké seřaďovací nádraží leží jižněji od centra a jeho přítomnost zaznamenaly již mapy třetího vojenského mapování. Železniční trati z Miskolce směřují směrem na sever, údolím řeky Sajó (Slané) – do Tornanádasky a do Ózdu, dále potom na severovýchod do Košic (přes Hidasnémeti), na jih do Budapešti přes Füzesabony a na východ do měst Szerencs a Sárospatak.
Na západním okraji města se také nachází lesní železnice (maďarsky Lillafüredi Állami Erdei Vasút) mezi Miskolcem a Lillafüredem. Dříve sloužila pro dopravu dřeva a uhlí, nyní je především turistickou atrakcí. Patří k nejoblíbenějším svého druhu v celém Maďarsku.

### Letecká
Stojí zde rovněž malé letiště. To není přístupné široké veřejnosti, má jen zatravněnou ranvej a slouží pro účely sportovního letectví. Letiště, které vzniklo v 30. letech 20. století, má být uzavřeno v dubnu 2022.

### Městská doprava
Veřejnou dopravu v Miskolci poskytuje společnost Miskolc Városi Közlekedési, vlastněný místní správou. Ve městě je 45 autobusových linek a dvě tramvajové linky. První tramvaj vstoupila do služby 10. července 1897, první naplánovaná autobusová linka odstartovala 8. června 1903. Dnes je veřejná doprava v Miskolci jedna z nejlepších v Maďarsku.[zdroj?] V roce 2016 se město rozhodlo zvýšit ekologičnost místního autobusového provozu nákupem několika desítek autobusů na CNG.
V Miskolci jezdí mimo jiné i tramvaje české výroby typu 26T, jejími předchůdci byly tramvaje české výroby typu KT8D5.

## Školství
První škola stála ve městě již v 15. století. V současné době je nejstarší ve městě působící školou Gymnázium Ference Földese. Známé je také Gymnázium Otty Hermana, které získalo maďarské ocenění Škola roku.[zdroj?]
V Miskolci stojí 35 základních škol a 22 středních škol (11 z uvedených středních jsou gymnázia). Nachází se zde také Střední hudební škola, která pro své účely mimo jiné využívá i Palác hudby (maďarsky Zenepalota). Svoji školu zde provozuje i řeckokatolická církev.
Univerzita v Miskolci byla založena v roce 1949 jako jedna z nejmladších v zemi. Původně měla tři fakulty, od 80. let se nicméně rozšířila do plnohodnotné vysoké školy. Dnes má vlastní kampus, který se nachází na jižním okraji města. Historicky působila v Miskolci také vysoká škola, která sídlila v Banské Štiavnici.

## Sport
Nejznámějším sportovním klubem ve městě je fotbalový tým Diósgyőri VTK, který již několikrát vyhrál maďarskou ligu.
V roce 2009 se v oblasti kolem Miskolce uskutečnilo mistrovství světa v orientačním běhu.
Miskolc je celostátně známý pro zde se konající plochodrážní závody.
Hokejový klub DVTK Jegesmedvék se účastní v první maďarské hokejové lize. V roce 2015 vyhrál v místní lize, maďarský šampionát a pohárové vítězství. Tři roky působil také v TIPOS Extralize, slovenské nejvyšší hokejové soutěži.
Největším sportovištěm v Miskolci je přestavěný stadion DVTK, který byl předán do užívání v roce 2018. Patří zmíněnému fotbalovému klubu. Jeho součástí jsou také přidružená tréninková hřiště. Stadion má 14 655 míst k sezení, fotbalové hřiště má podzemní, automatický zavlažovací systém a je vyhřívaný. Sportovní hala Miskolc, postavená v roce 1970 zrekonstruovaná v roce 2005, má 1488 míst (celková kapacita je 3000 osob) a přilehlá Zimní hala má 2334 míst.

## Zdravotnictví
Rozlehlá nemocnice je umístěna na severním okraji města. Její působnost je pro území celé župy Borsod-Abaúj-Zemplén. Menší areál má potom také i jižněji od centra. Ve městě má vzniknout rovněž i kardiologické centrum.

## Známé osobnosti
- Gábor Dayka (1769–1796), básník
- Sándor Ferenczi (1873–1933), psychoanalytik
- Ladislau Raffinsky (1905–1981), rumunský fotbalista
- Dezső Gyarmati (1927–2013), hráč vodního póla
- Attila Repka (* 1968), zápasník
- Vilmos Vanczák (* 1983), fotbalista
- Szabolcs Huszti (* 1983), fotbalista
- Bela Borsody Bevilaqua (1885–1962) historik
- Péter Biros (born 1976) hráč vodního póla
- Alan A. Brown (1928–2010) ekonom
- Ferenc Demjén (nar. 1941) zpěvák
- Dezső Földes (1880–1950) šermíř
- Endre Granat (nar. 1937) violoncelista
- Károly Grósz (1930–1996) maďarský politik
- István Jónyer (nar. 1950) tenista

## Partnerská města
- Asan, Jižní Korea
- Aschaffenburg, Německo
- Burgas, Bulharsko
- Cleveland, USA
- Jen-tchaj, Čína
- Katowice, Polsko. Ve městě je po vzájemném partnerství pojmenované i náměstí (polsky Plac Przyjaciół z Miszkolca w Katowicach).
- Kayseri, Turecko
- Košice, Slovensko
- Ostrava, Česko
- Tampere, Finsko[51]
- Valenciennes, Francie
- Vologda, Rusko